# 토요타 소라
토요타 소라(영어: Toyota Sora)는 히노 자동차와 공동으로 개발한 토요타 자동차에서 생산 중인 수소 연료 전지로 구동되는 전기 모터를 장착한 버스 차종이다. 원래 중형 연료 전지 세단인 토요타 미라이용으로 개발된 부품을 사용한다. 차명인 소라는 하늘(Sky), 바다(Ocean), 강(River), 공기(Air)의 약어로 자연의 물 순환을 의미한다.
소라는 155hp의 출력을 가진 두 세트의 고분자 전해질 연료 전지를 사용한다. 버스에는 전원 시스템도 장착되어 있어 비상 전원으로 사용할 수 있어 외부 소비자에게 최대 9kW의 전력으로 최대 235kWh의 전기를 공급할 수 있다.
소라는 자동 정지 시스템을 사용하고 있다. 이 시스템은 도로의 선을 따라가며 자동 조향 및 제동을 사용하여 정류장 가장자리에서 3~6cm(1~2인치), 전방 10cm(4인치) 이내에서 버스를 정차한다. 지정된 정지선 또는 그 뒤에 있다. 버스에는 차량 내부와 외부에 위치한 8개의 카메라를 기반으로 하는 환경 모니터링 시스템이 있다. 이 시스템은 주변의 보행자와 자전거 이용자를 감지하고 청각 및 시각 신호를 사용하여 운전자에게 경고한다. 버스에는 또한 서 있는 승객의 안전을 고려하여 너무 빠른 가속을 방지하는 가속 제어 기능이 장착되어 있다.
버스에는 레이더와 충돌 경고 시스템이 장착되어 있을 뿐만 아니라 우회전 시 충돌을 피하기 위한 추가 솔루션이 장착되어 있어 운전자에게 다가오는 차량이나 보행자의 존재에 대해 경고한다. 추가 시스템은 운전자가 적색등에 접근하여 제동을 시작하지 않으면 경고하고 신호가 변경될 때까지 남은 시간을 추가로 표시한다. 비상 운전 정지 시스템은 또한 예를 들어 운전자가 쓰러지는 등의 비상 상황에서 승객이 차량을 멈출 수 있도록 한다.
차량 간, 차량과 도로 인프라 간의 통신을 사용하여 운전 안전을 향상시키는 ITS Connect 시스템과 버스 호송을 지원하고 신호등에서 우선 순위를 보장하는 시스템과 협력한다. 토요타의 버스는 교통, 보행자 또는 조명 변화에 대한 정보를 다른 차량과 교환할 수 있다.

## 역사
소라는 2017년 도쿄 모터쇼에서 데뷔하였고,2018년 일본에서 판매가 시작되었다. 일본 수도에서 열릴 2020년 하계 올림픽 및 패럴림픽을 앞두고 100대 이상의 버스가 도쿄를 중심으로 대중 교통 수단에 배치될 것이다.